# رکهیت
رکهیت (به انگلیسی: Rackheath) یک روستا و محله مدنی در بریتانیا است که در Broadland واقع شده‌است. رکهیت ۷٫۵۲ کیلومتر مربع مساحت و ۱٬۹۷۲ نفر جمعیت دارد.